# Wereldkampioenschap schaken 2004 ('Klassiek')

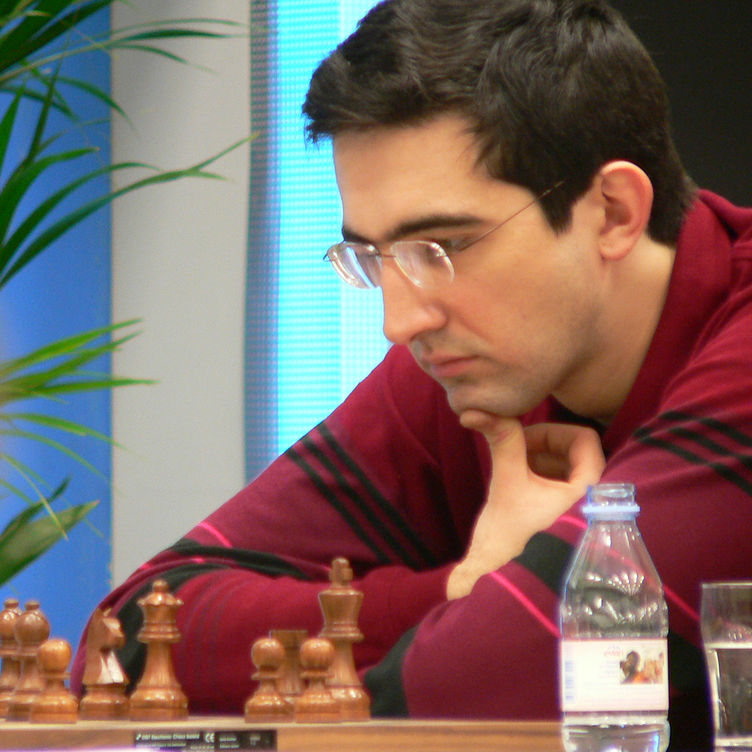
Vladimir Kramnik

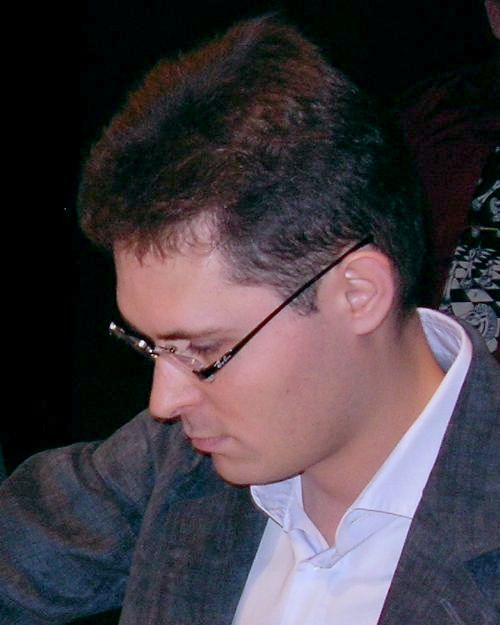
Péter Lékó

Het wereldkampioenschap schaken 2004 ('klassiek') bestond uit een match tussen Vladimir Kramnik en Péter Lékó, die werd verspeeld in Brissago van 25 september tot en met 18 oktober 2004. De eindstand was 7 - 7, waarmee Kramnik zijn titel behield. Omdat de match werd gesponsord door de tabaksfabrikant Danneman werd het ook wel het Danneman wereldkampioenschap genoemd.

## Het 'klassieke' wereldkampioenschap
Het betrof hier niet het officiële, door de FIDE georganiseerde wereldkampioenschap, maar het 'klassieke' wereldkampioenschap. Deze aparte 'lijn' van wereldkampioenschappen was ontstaan nadat Garri Kasparov en Nigel Short in 1993 hun match om het wereldkampioenschap buiten de FIDE om organiseerden.
Kramnik had deze wereldtitel in 2000 veroverd door Kasparov in een match te verslaan. Leko mocht hem uitdagen doordat hij het kandidatentoernooi had gewonnen.

## Voorwaarden en secondanten
De match werd gespeeld over 14 partijen. Als Leko 7½ punt zou halen zou hij wereldkampioen worden,
als Kramnik 7 punten zou halen zou hij wereldkampioen blijven.

Het speeltempo was 2 uur voor 40 zetten, dan 1 uur voor 20 zetten en daarna een kwartier voor de rest van de partij, met 30 seconden toevoeging in de laatste fase.
De secondanten van Kramnik waren Evgeny Bareev, Miguel Illescas en Peter Svidler. De secondanten van Leko waren Vladimir Akopian, Arshak Petrosian en Vladislav Tkachiev.

## Kandidaten toernooi
In 2002 werd in Dortmund een toernooi gehouden om de uitdager van Kramnik te bepalen.
Het toernooi bestond uit twee groepen. De winnaars van deze groepen speelden halve finale en finale-matches.
Groep 1
|                    | 1   | 2   | 3   | 4   |    |
| 1.Veselin Topalov  | * * | ½ ½ | 1 ½ | 1 ½ | 4  |
| 2.Aleksej Sjirov   | ½ ½ | * * | ½ 1 | ½ 1 | 4  |
| 3.Boris Gelfand    | 0 ½ | ½ 0 | * * | 1 ½ | 2½ |
| 4.Christopher Lutz | 0 ½ | ½ 0 | 0 ½ | * * | 1½ |

Play-off groep 1
| Shirov  | ½ | 1 | 1½ |
| Topalov | ½ | 0 | ½  |

Groep 2
|                         | 1   | 2   | 3   | 4   |    |
| 1.Jevgeni Barejev       | * * | 1 0 | ½ ½ | 1 1 | 4  |
| 2.Péter Lékó            | 0 1 | * * | ½ 1 | ½ ½ | 3½ |
| 3.Michael Adams         | ½ ½ | ½ 0 | * * | ½ ½ | 2½ |
| 4.Aleksandr Morozevitsj | 0 0 | ½ ½ | ½ ½ | * * | 2  |

Halve finales
| Leko   | 1 | ½ | 1 | 2.5 |
| Shirov | 0 | ½ | 0 | 0.5 |

| Topalov | 1 | 0 | 0 | 1 | 2 |
| Bareev  | 0 | 1 | 1 | 0 | 2 |

Halve finale play-off
| Topalov | ½ | 1 | 1½ |
| Bareev  | ½ | 0 | ½  |

Finale
| Leko    | 1 | 1 | 0 | ½ | 2½ |
| Topalov | 0 | 0 | 1 | ½ | 1½ |

## Tweekamp
Het scoreverloop in de tweekamp was:
|         | 1 | 2 | 3 | 4 | 5 | 6 | 7 | 8 | 9 | 10 | 11 | 12 | 13 | 14 | Totaal |
| ------- | - | - | - | - | - | - | - | - | - | -- | -- | -- | -- | -- | ------ |
| Leko    | 0 | ½ | ½ | ½ | 1 | ½ | ½ | 1 | ½ | ½  | ½  | ½  | ½  | 0  | 7      |
| Kramnik | 1 | ½ | ½ | ½ | 0 | ½ | ½ | 0 | ½ | ½  | ½  | ½  | ½  | 1  | 7      |